# El-Alamein
El-Alamein (eller Al Alamayn) er en by i det nordlige Egypten ved Middelhavskysten. Byen ligger 106 km vest for Alexandria og 240 km nordvest for Cairo.

## Historie
El Alamein (som byen stavedes) spillede en stor rolle for udfaldet af 2. verdenskrig, da to store slag blev udkæmpet her:
- Ved det første slag om el-Alamein (1. juli – 27. juli, 1942) blev aksemagternes fremstød mod Alexandria ledet af Rommel stoppet af de allierede.

- Ved det andet slag om el-Alamein (23. oktober – 4. november, 1942) brød de allierede  ledet af Montgomery gennem aksemagternes linjer og tvang dem på et tilbagetog til Tunesien og derefter helt ud af Afrika.

Sejren var den første sejr for de vestallierede og var et vendepunkt i krigen. Churchill udtalte om sejren i en tale: "Dette er ikke enden. Det er ikke engang begyndelsen til enden, men måske er det enden på begyndelsen".

## Turisme
Der er et krigsmuseum i byen med udstillinger fra slaget om El-Alamein og andre nordafrikanske slag. Der ligger en militærkirkegård for faldne der kæmpede på britisk side i krigen. Man kan også besøge de italienske og tyske militærkirkegårde ved Tell el-Eisa lige udenfor byen.
I 2004 åbnede den schweitziske hotelkæde Mövenpick et fornemt 5-stjernet hotel i El-Alamein. Hotellet regnes som et af de mest luksuriøse ved middelhavskysten. Flere andre hotelkæder har vist interesse i at åbne hoteller samme sted.

## Trivia
En australsk militærbase i det sydlige Australien ved Port Augusta er opkaldt efter slaget ved El-Alamein.
30°50′N 28°57′Ø / 30.833°N 28.950°Ø